# Vladan Mladenović
Vladan Mladenović, srbski nogometaš in trener, * 17. januar 1937, Beograd, † 30. december 2024.
Mladenović je igral na položaju napadalca. Kariero je začel pri Crveni zvezdi, s katero je leta 1956 osvojil naslov jugoslovanskega prvaka. Kasneje je igral za Budućnost Titograd in OFK Beograd, s katerim je leta 1962 osvojil jugoslovanski nogometni pokal. Leta 1962 je prestopil k Olimpiji, ki je tedaj igrala v drugi jugoslovanski ligi, in ji pomagal do preboja v prvo ligo leta 1965. Pet let je bil kapetan Olimpije, za katero je odigral 102 tekmi in dosegel 37 golov. Zadnjo sezono v karieri je odigral za Svobodo.
Po končani karieri nogometaša je ostal v Sloveniji in deloval kot trener, začel je pri Triglavu Kranj, večkrat je vodil Gorico in Koper, skupno je kot glavni trener vodil 32 slovenskih klubov.